# Helmut Maier
Pour les articles homonymes, voir Maier.
Helmut Maier (né le 17 octobre 1953) est un mathématicien allemand spécialiste de théorie des nombres et professeur à l'université d'Ulm.
Il a obtenu un Ph. D. de l'université du Minnesota en 1981, sur l'application de la théorie des cribles.
Il a fait progresser l'étude de la conjecture des nombres premiers jumeaux et démontré le théorème de Maier (en).
Son nombre d'Erdős est 1.